# Сережинка (приток Велесы)
Сережинка — река на западе Тверской области, правый приток Велесы (бассейн Западной Двины). Длина реки составляет 25 км.

## Течение
Протекает по территории Андреапольского и Западнодвинского районов, одноимённых сельских поселений соответственно.
Сережинка вытекает из болота Вельенский мох, в 2,5 километрах к северо-западу от деревни Велье. Течёт в западном, южном и юго-восточно направлении. Ширина реки в верхнем течении до 5 метров, глубина до 0,5 метров. Ширина в нижнем течении достигает 8 метров, глубина — 0,4 метра. Впадает в Велесу справа у деревни Бибирево.

## Притоки
Правые:
- Тростянка (длина около 3 км)

Левые:
- Щелканойский
- Савинский
- Детковка (длина 7,4 км)

## Населённые пункты
Крупнейший населённый пункт на реке — Бибирево (в устье). Также на берегу Сережинки расположены деревни Серёжино, Монастьево, Копытово, Скреты и Велье.